# Aprostocetus
Aprostocetus är ett släkte av steklar som beskrevs av John Obadiah Westwood 1833. Aprostocetus ingår i familjen finglanssteklar.

## Dottertaxa tillAprostocetus, i alfabetisk ordning[1][2]
- Aprostocetus acomatus
- Aprostocetus acron
- Aprostocetus acuminativentris
- Aprostocetus acuminatus
- Aprostocetus acutiventris
- Aprostocetus aega
- Aprostocetus aeneithorax
- Aprostocetus aeneoculex
- Aprostocetus aeneon
- Aprostocetus aeneosus
- Aprostocetus aeneus
- Aprostocetus aeruginosus
- Aprostocetus aethiops
- Aprostocetus affinis
- Aprostocetus agevilleae
- Aprostocetus agrus
- Aprostocetus ajax
- Aprostocetus ajmerensis
- Aprostocetus albae
- Aprostocetus alveatus
- Aprostocetus amenon
- Aprostocetus animus
- Aprostocetus ankaratrae
- Aprostocetus anna
- Aprostocetus annulatus
- Aprostocetus annulicornis
- Aprostocetus anodaphus
- Aprostocetus anoplophorae
- Aprostocetus apama
- Aprostocetus apiculatus
- Aprostocetus aquaticus
- Aprostocetus aquilus
- Aprostocetus arathis
- Aprostocetus arenarius
- Aprostocetus aristaeus
- Aprostocetus arrabonicus
- Aprostocetus arses
- Aprostocetus artemisiae
- Aprostocetus artemisicola
- Aprostocetus arvus
- Aprostocetus askewi
- Aprostocetus asphondyliae
- Aprostocetus asthenogmus
- Aprostocetus atrellus
- Aprostocetus atristigma
- Aprostocetus atriventris
- Aprostocetus aura
- Aprostocetus aurantiacus
- Aprostocetus auriflavus
- Aprostocetus aurios
- Aprostocetus auriscutellum
- Aprostocetus auriventris
- Aprostocetus australicus
- Aprostocetus bakkendorfi
- Aprostocetus balasi
- Aprostocetus bangaloricus
- Aprostocetus banksii
- Aprostocetus baucis
- Aprostocetus beatus
- Aprostocetus beringi
- Aprostocetus bicolor
- Aprostocetus bilongifasciatus
- Aprostocetus blandus
- Aprostocetus blastophagusi
- Aprostocetus blattae
- Aprostocetus boreus
- Aprostocetus boswelli
- Aprostocetus bouceki
- Aprostocetus boussingaulti
- Aprostocetus brachycerus
- Aprostocetus brevipennis
- Aprostocetus brevistigma
- Aprostocetus brevistylus
- Aprostocetus brunneiventris
- Aprostocetus brunneus
- Aprostocetus bruzzonis
- Aprostocetus burmeisteri
- Aprostocetus cacus
- Aprostocetus calamarius
- Aprostocetus calvus
- Aprostocetus capitigenae
- Aprostocetus cassidocida
- Aprostocetus catius
- Aprostocetus caudatus
- Aprostocetus cebennicus
- Aprostocetus cecidomyiarum
- Aprostocetus celtidis
- Aprostocetus ceroplastae
- Aprostocetus cerricola
- Aprostocetus chapadae
- Aprostocetus ciliatus
- Aprostocetus cinctiventer
- Aprostocetus cinctiventris
- Aprostocetus citrinus
- Aprostocetus citripes
- Aprostocetus clavicornis
- Aprostocetus claviger
- Aprostocetus cobdeni
- Aprostocetus coccidiphagus
- Aprostocetus coimbatorensis
- Aprostocetus collega
- Aprostocetus consimilis
- Aprostocetus consobrinus
- Aprostocetus constrictus
- Aprostocetus cracens
- Aprostocetus craneiobiae
- Aprostocetus cressoni
- Aprostocetus crino
- Aprostocetus crypturgus
- Aprostocetus csokakoensis
- Aprostocetus culex
- Aprostocetus culminis
- Aprostocetus cultratus
- Aprostocetus darwini
- Aprostocetus darwinianus
- Aprostocetus dauci
- Aprostocetus decii
- Aprostocetus dei
- Aprostocetus dendroctoni
- Aprostocetus deobensis
- Aprostocetus dezhnevi
- Aprostocetus diplosidis
- Aprostocetus distichus
- Aprostocetus distinguendus
- Aprostocetus diversus
- Aprostocetus doksyensis
- Aprostocetus domenichinii
- Aprostocetus dotus
- Aprostocetus dryocosmi
- Aprostocetus dymas
- Aprostocetus elegantulus
- Aprostocetus eleuchia
- Aprostocetus elongatus
- Aprostocetus emesa
- Aprostocetus epicharmus
- Aprostocetus epilobii
- Aprostocetus eratus
- Aprostocetus eriophyes
- Aprostocetus ermaki
- Aprostocetus euagoras
- Aprostocetus eucalypti
- Aprostocetus eupatorii
- Aprostocetus eupolis
- Aprostocetus eurystoma
- Aprostocetus eurytomae
- Aprostocetus eurytus
- Aprostocetus fabicola
- Aprostocetus fannius
- Aprostocetus fasciativenter
- Aprostocetus fasciativentris
- Aprostocetus fasciativentrosus
- Aprostocetus femoralis
- Aprostocetus ferganicus
- Aprostocetus fidius
- Aprostocetus filiformis
- Aprostocetus flavellinus
- Aprostocetus flavellus
- Aprostocetus flavicapitus
- Aprostocetus flavicaput
- Aprostocetus flavicollis
- Aprostocetus flavicornis
- Aprostocetus flavidus
- Aprostocetus flavifrons
- Aprostocetus flavimetanotum
- Aprostocetus flavios
- Aprostocetus flavipostscutellum
- Aprostocetus flaviscapus
- Aprostocetus flaviscutellum
- Aprostocetus flavobasalis
- Aprostocetus flavovarius
- Aprostocetus flavus
- Aprostocetus florida
- Aprostocetus flumeneus
- Aprostocetus fonscolombei
- Aprostocetus foraminifer
- Aprostocetus forsteri
- Aprostocetus froggatti
- Aprostocetus fukutai
- Aprostocetus fulgens
- Aprostocetus fulvipes
- Aprostocetus fulvipostscutellum
- Aprostocetus fuscipennatus
- Aprostocetus fuscipennis
- Aprostocetus fuscitibiae
- Aprostocetus fuscosus
- Aprostocetus fuscus
- Aprostocetus gala
- Aprostocetus gaus
- Aprostocetus gelastus
- Aprostocetus ghananensis
- Aprostocetus gloriosus
- Aprostocetus glycon
- Aprostocetus gnomus
- Aprostocetus gobius
- Aprostocetus grahami
- Aprostocetus grandicauda
- Aprostocetus grandii
- Aprostocetus gratus
- Aprostocetus gregi
- Aprostocetus grotiusi
- Aprostocetus guttatus
- Aprostocetus habarovi
- Aprostocetus haeckeli
- Aprostocetus hagenowii
- Aprostocetus handeli
- Aprostocetus hanka
- Aprostocetus hedqvisti
- Aprostocetus hetaericos
- Aprostocetus hians
- Aprostocetus holomelas
- Aprostocetus holoxanthus
- Aprostocetus homochromus
- Aprostocetus humilis
- Aprostocetus hyalinipennis
- Aprostocetus hyalinus
- Aprostocetus ibericus
- Aprostocetus ignigenus
- Aprostocetus imago
- Aprostocetus imperialis
- Aprostocetus incrassatus
- Aprostocetus indigenus
- Aprostocetus inghamensis
- Aprostocetus intentatus
- Aprostocetus io
- Aprostocetus ion
- Aprostocetus irvingi
- Aprostocetus ischnopterae
- Aprostocetus kansasia
- Aprostocetus kelloggi
- Aprostocetus lacaena
- Aprostocetus lachares
- Aprostocetus lacunatus
- Aprostocetus lamiicidus
- Aprostocetus larzacensis
- Aprostocetus lasallei
- Aprostocetus laticeps
- Aprostocetus latithorax
- Aprostocetus lelaps
- Aprostocetus lenini
- Aprostocetus leptocerus
- Aprostocetus leptoneuros
- Aprostocetus leucone
- Aprostocetus levadiensis
- Aprostocetus ligus
- Aprostocetus limbus
- Aprostocetus lineatus
- Aprostocetus lituratus
- Aprostocetus longicauda
- Aprostocetus longiclava
- Aprostocetus longiclavus
- Aprostocetus longipennis
- Aprostocetus longiscapus
- Aprostocetus longispinis
- Aprostocetus longistigma
- Aprostocetus longiventris
- Aprostocetus lustris
- Aprostocetus lutescens
- Aprostocetus luteus
- Aprostocetus lycidas
- Aprostocetus lysippe
- Aprostocetus maculatus
- Aprostocetus magniventer
- Aprostocetus mahometi
- Aprostocetus mandanis
- Aprostocetus marginatus
- Aprostocetus margiscutellum
- Aprostocetus margiscutum
- Aprostocetus margiventris
- Aprostocetus margiventrosus
- Aprostocetus massonianae
- Aprostocetus maximus
- Aprostocetus melichlorus
- Aprostocetus menius
- Aprostocetus meridialis
- Aprostocetus meridianus
- Aprostocetus meridionalis
- Aprostocetus meroe
- Aprostocetus mesmeri
- Aprostocetus metra
- Aprostocetus micantulus
- Aprostocetus microcosmus
- Aprostocetus microscopicus
- Aprostocetus minimus
- Aprostocetus minutissimus
- Aprostocetus mirus
- Aprostocetus misericordia
- Aprostocetus moldavicus
- Aprostocetus montanus
- Aprostocetus monticola
- Aprostocetus morum
- Aprostocetus multifasciatus
- Aprostocetus mycerinus
- Aprostocetus myrsus
- Aprostocetus nainitalensis
- Aprostocetus necopinatus
- Aprostocetus negetae
- Aprostocetus neglectus
- Aprostocetus neis
- Aprostocetus nelsonensis
- Aprostocetus niger
- Aprostocetus nigriclava
- Aprostocetus nigricornis
- Aprostocetus nigrithorax
- Aprostocetus nigriventris
- Aprostocetus nomadis
- Aprostocetus norax
- Aprostocetus novatus
- Aprostocetus novifasciatus
- Aprostocetus nubigenus
- Aprostocetus nubilipennis
- Aprostocetus nugatorius
- Aprostocetus nympha
- Aprostocetus nymphis
- Aprostocetus obliquus
- Aprostocetus obscurus
- Aprostocetus obtusae
- Aprostocetus occultus
- Aprostocetus oncideridis
- Aprostocetus oreophilus
- Aprostocetus orestes
- Aprostocetus orithyia
- Aprostocetus oropus
- Aprostocetus oviductus
- Aprostocetus ovivorax
- Aprostocetus pachyneuros
- Aprostocetus pallidicaput
- Aprostocetus pallidiventris
- Aprostocetus pallipes
- Aprostocetus palustris
- Aprostocetus parvulus
- Aprostocetus pauliani
- Aprostocetus pausiris
- Aprostocetus pax
- Aprostocetus percaudatus
- Aprostocetus perkinsi
- Aprostocetus perobscurus
- Aprostocetus perone
- Aprostocetus perpulcher
- Aprostocetus phillyreae
- Aprostocetus phineus
- Aprostocetus phloeophthori
- Aprostocetus phragmiticola
- Aprostocetus phragmitinus
- Aprostocetus phytolymae
- Aprostocetus ping
- Aprostocetus plangon
- Aprostocetus planiusculus
- Aprostocetus platoni
- Aprostocetus polychromus
- Aprostocetus polygoni
- Aprostocetus polynemae
- Aprostocetus pomosus
- Aprostocetus pontiac
- Aprostocetus postscutellatus
- Aprostocetus procerae
- Aprostocetus productus
- Aprostocetus prolidice
- Aprostocetus prolixus
- Aprostocetus prosymna
- Aprostocetus proto
- Aprostocetus pseudopodiellus
- Aprostocetus psyllidis
- Aprostocetus ptarmicae
- Aprostocetus pulcher
- Aprostocetus pulchrinotatus
- Aprostocetus pullus
- Aprostocetus purpureicorpus
- Aprostocetus purpureithorax
- Aprostocetus purpureivarius
- Aprostocetus purpureus
- Aprostocetus pygmaeus
- Aprostocetus quadrifasciatus
- Aprostocetus quadriguttativentris
- Aprostocetus quadrimaculae
- Aprostocetus quadrimaculatus
- Aprostocetus queenslandensis
- Aprostocetus quinqnigrimaculae
- Aprostocetus rhacius
- Aprostocetus rhipheus
- Aprostocetus rieki
- Aprostocetus roesellae
- Aprostocetus rotundiventris
- Aprostocetus rubi
- Aprostocetus rubicola
- Aprostocetus rufescens
- Aprostocetus rufiscapus
- Aprostocetus rufiscutellum
- Aprostocetus rufus
- Aprostocetus rumicis
- Aprostocetus saintpierrei
- Aprostocetus salebrosus
- Aprostocetus salictorum
- Aprostocetus saltensis
- Aprostocetus salto
- Aprostocetus saltus
- Aprostocetus sankarani
- Aprostocetus sannio
- Aprostocetus sannion
- Aprostocetus santalinus
- Aprostocetus schilleri
- Aprostocetus scoticus
- Aprostocetus secus
- Aprostocetus semiflaviceps
- Aprostocetus sensuna
- Aprostocetus septemguttatus
- Aprostocetus serratularum
- Aprostocetus setosulus
- Aprostocetus sexguttatus
- Aprostocetus seymourensis
- Aprostocetus sibiricus
- Aprostocetus silvarum
- Aprostocetus silvensis
- Aprostocetus speciosissimus
- Aprostocetus speciosus
- Aprostocetus spissigradus
- Aprostocetus stenus
- Aprostocetus stigmaticalis
- Aprostocetus strobilanae
- Aprostocetus subanellatus
- Aprostocetus subfasciativentris
- Aprostocetus sublustris
- Aprostocetus subplanus
- Aprostocetus suevius
- Aprostocetus sulcatus
- Aprostocetus sulfureiventris
- Aprostocetus susurrus
- Aprostocetus tanaceticola
- Aprostocetus tarsalis
- Aprostocetus tarsatus
- Aprostocetus taxi
- Aprostocetus teiae
- Aprostocetus tenuiradialis
- Aprostocetus tenuis
- Aprostocetus terebrans
- Aprostocetus thalesi
- Aprostocetus tiliaceae
- Aprostocetus tilicola
- Aprostocetus torquentis
- Aprostocetus totis
- Aprostocetus transversifasciatus
- Aprostocetus trichionotus
- Aprostocetus tricolor
- Aprostocetus trifasciatus
- Aprostocetus trimaculosus
- Aprostocetus trjapitzini
- Aprostocetus truncatulus
- Aprostocetus tymber
- Aprostocetus unfasciativentris
- Aprostocetus vaccus
- Aprostocetus valens
- Aprostocetus wallacei
- Aprostocetus walsinghami
- Aprostocetus varicolor
- Aprostocetus variegatus
- Aprostocetus varigatus
- Aprostocetus vassolensis
- Aprostocetus venustus
- Aprostocetus veronicae
- Aprostocetus versicolor
- Aprostocetus verticalis
- Aprostocetus verus
- Aprostocetus verutus
- Aprostocetus westwoodii
- Aprostocetus victoriensis
- Aprostocetus viridicyaneus
- Aprostocetus viridiflavus
- Aprostocetus viridinitens
- Aprostocetus viridiscapus
- Aprostocetus viridithorax
- Aprostocetus vivatus
- Aprostocetus voranus
- Aprostocetus xanther
- Aprostocetus xanthicolor
- Aprostocetus xanthomelas
- Aprostocetus xanthopus
- Aprostocetus xenares
- Aprostocetus xeuxes
- Aprostocetus yoshimotoi
- Aprostocetus zoilus
- Aprostocetus zosimus